# Денерья, Антуан
Антуан Денерья (фр. Antoine Dénériaz, род. 6 марта 1976, Бонвиль, Верхняя Савойя, Франция) — французский горнолыжник, олимпийский чемпион, победитель этапов Кубка мира. Специалист скоростных дисциплин. Муж новозеландской горнолыжницы Клаудии Риглер.
В Кубке мира Денерья дебютировал 15 декабря 1996 года, в декабре 2002 года одержал свою первую победу на этапе Кубка мира в скоростном спуске. Всего на своём счету имеет 3 победы на этапах Кубка мира, все в скоростном спуске. Лучшим достижением в общем зачёте Кубка мира, является для Денерья 20-е место в сезоне 2003/04.
На Олимпийских играх 2002 года в Солт-Лейк-Сити, стал 21-м в суперкомбинации и 12-м в скоростном спуске.
На Олимпийских играх 2006 года в Турине, завоевал золотую медаль в скоростном спуске, на 0,72 секунды опередив занявшего второе место австрийца Михаэля Вальххофера, кроме того занял 11-е место в супергиганте.
За свою карьеру участвовал в трех чемпионатах мира, лучший результат 8-е место в скоростном спуске на чемпионате мира 2003 года в Санкт-Морице.
Завершил спортивную карьеру в 2007 году. Использовал лыжи и ботинки производства фирмы Salomon.

## Победы на этапах Кубка мира (3)
| № | Сезон   | Дата        | Место        | Дисциплина           |
| - | ------- | ----------- | ------------ | -------------------- |
| 1 | 2002/03 | 21 дек 2002 | Валь-Гардена | Скоростной спуск     |
| 2 | 2002/03 | 12 мар 2003 | Лиллехаммер  | Скоростной спуск (2) |
| 3 | 2003/04 | 20 дек 2003 | Валь-Гардена | Скоростной спуск (3) |